# Bundesstraße 213
De Bundesstraße 213 is een bundesstraße in de Duitse deelstaat Nedersaksen.
De weg begint aan de Nederlandse grens bij Denekamp en loopt via Nordhorn, Lingen en Cloppenburg naar Delmenhorst. Het vormt daarmee een populaire verbinding tussen Oost-Nederland en Noord-Duitsland.

## Routebeschrijving
De B213 begint bij grensovergang Nordhorn waar zij aansluit op de N342 naar Oldenzaal. De weg vormt de rondweg van de stad Nordhorn waar ze samen loopt met de B403. Vanuit het zuidoosten van Nordhorn loopt de B213 oostwaarts en kruist bij afrit Lingen (Ems) de A31, ze komt door Wietmarschen en komt op de rondweg van Lingen. Tussen het zuidoosten en noordoosten van Lingen loopt de B213 samen met de B70 en sluit bij afrit Lingen-Laxten de B214 aan. Bij afrit Lingen-Damaschke slaat de B213 noordoostwaarts af. De weg loopt verder via Bawinkel, Haselünne waar de B402 kruist, Herzlake, Löningen en langs Lastrup komt men op de rondweg van Cloppenburg waar de B213 samenloopt met de B72. Dan loopt de B213 noordoostwaarts naar afrit Ahlhorn waar zij aansluit op de A29.
Vervanging
Tussen afrit Ahlhorn A29 en afrit Wildeshausen-Nord A1 is de weg vervangen door de A29 en de A1.
Voortzetting
Vanaf afrit Wildeshausen-Nord A1 loopt de B213 in noordoostelijke richting door Ganderkesee en sluit bij afrit Delmenhorst-Deichhorst aan op de A28.

## Trivia
Tussen Haselünne en Cloppenburg-Bethen loopt de B213 tezamen met de E233. De weg is voor het overgrote gedeelte uitgevoerd als tweestrooksweg. Het gedeelte tussen Cloppenburg-Stapelfeld en Cloppenburg-Bethen is uitgevoerd als vierstrooksweg met vaste rijbaanscheiding. Dit gedeelte kent een verhoogde maximumsnelheid van 120 km/h.
Na lange politieke discussies is de B213 tussen de afritten Ahlhorn (A29) en Wildeshausen-West (A1) gedegradeerd tot kreisstraße. Daarnaast is dit gedeelte gesloten voor vrachtverkeer: voertuigen die zwaarder zijn dan 7,5 ton moeten sindsdien via de B72 of A29 en verder via de A1 omrijden.

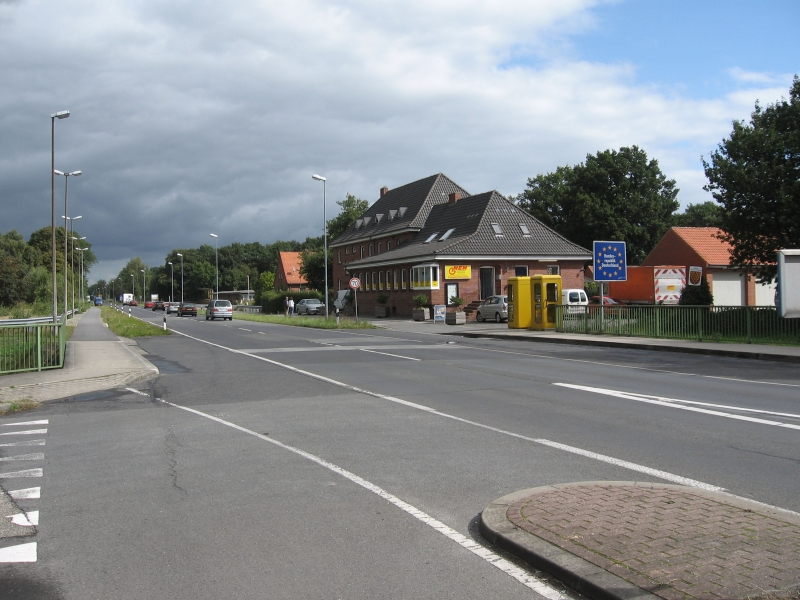
Begin van de B213 ter hoogte van de grensovergang Frensdorferhaar

B1 · B3 · B3n · B4 · B5 · B6 · B6n · B27 · B51 · B61 · B64 · B65 · B68 · B69 · B70 · B71 · B72 · B73 · B74 · B74n · B75 · B79 · B80 · B82 · B83 · B188 · B190n · B191 · B195 · B207 · B209 · B210 · B211 · B212 · B213 · B214 · B215 · B216 · B217 · B218 · B238 · B239 · B240 · B241 · B242 · B243 · B243a · B244 · B245a · B247 · B248 · B322 · B401 · B402 · B403 · B404 · B408 · B431 · B433 · B434 · B435 · B436 · B437 · B438 · B439 · B440 · B441 · B442 · B443 · B444 · B445 · B446 · B447 · B461 · B475 · B482 · B490 · B493 · B494 · B495 · B496 · B497 · B524 · B530